# Adam și Eva (roman)
Adam și Eva este un roman de dragoste scris de Liviu Rebreanu în anul 1925. Romanul are drept temă principală credința în reîncarnare, metempsihoza. Cuplul arhetipal și androginic se caută și se reîntregește în șapte perioade istorice diferite. 

## Rezumat
Profesorul de filosofie Toma Novac zărește pe stradă o femeie în care, brusc, i se pare că a descoperit femeia predestinată. O urmărește, o cunoaște și o cucerește, dar este surprins de soțul Ilenei, refugiatul rus Ștefan Alexandrovici Poplinski, care îl împușcă. În clipa morții, Toma are viziunea rapidă a celorlalte șase vieți anterioare, în care ori de câte ori era pe punctul de a se uni cu femeia iubită, celălalt element din unitatea esențială, a fost împiedicat. În continuare, sunt descrise cele șapte încarnări ale lui Toma, goana sufletului său prin spațiu și timp.
În Începutul, Toma Novac se află în spital, rănit grav de patru gloanțe și cu puține șanse de a scăpa cu viață. Este îngrijit de sora de caritate Dafina. Revenindu-și în fire, Toma este invadat de amintiri. Își reamintește discuțiile cu doctorul Tudor Aleman, care îi explicase teoria celor șapte vieți ale sufletului. Vin în vizită Ileana și Tudor Aleman. Toma moare și își retrăiește cele șapte vieți.
Primul capitol al cărții este intitulat Navamalika. Mahavira s-a născut în India, ca primul copil al unui păstor. La 14 ani este dus de tatăl său la un pustnic înțelept, iar la 19 ani părinții îl căsătoresc cu o fată aleasă de ei. Mahavira îl însoțește pe înțelept în călătoria spre cetatea regală Hastinapur. Aici înțeleptul îl dojenește pe rege pentru că se lăsase pradă poftelor trupești. La palat, tânărul o vede pentru prima dată pe Navamalika, fecioară menită să devină una din soțiile regelui. Mahavira ignoră regulile și o îmbrățișează pe Navamalika. Este prins de oamenii regelui și ucis. În clipa morții, conștiința i se frânge brusc, iar sufletul său începe călătoria. 
Isit este capitolul în care apare Unamonu, născut în Egipt, în vremea faraonilor. Se căsătorește cu sora lui, Neferura. După moartea tatălui său, Unamonu participă la înmormântarea faraonului din Nu-Ptah și la încoronarea celui nou, Dafedra. Aici o cunoaște pe Isit, iubita faraonului. Unamonu simte că o cunoaște dintotdeauna și după șase ani de chinuri, încearcă puterea vrăjilor. Se aliază cu principele Kafra, care pornise războiul cu faraonul, sperând că astfel o va câștiga pe Isit. Faraonul este înfrânt, dar căutând-o pe Isit, Unamonu este ucis.
În capitolul Hamma, personajul principal este Gungunum, născut în orașul Babilu, în regiunea dintre Sumer și Akkad, în familia marelui nubanda Pidur-Libur. Este dat în grija sclavului Ululai, dar el este atras de meșteșugul scrisului pe tăblițe de lut. În timpul unei procesiuni în cinstea regelui, o cunoaște pe Hamma, o fecioară de care se îndrăgostește. Este trimis în orașul sfânt Hippur și cade prizonier când cetatea este atacată de dușmani. Atunci află că Hamma este și ea prizoniera regelui Iluma-Ilum. Deși slujitorul său, Ululai, aduce banii de răscumpărare, regele ordonă ca toți prizonierii să fie uciși.
Povestea din capitolul Servilia se desfășoară în Roma antică. Axius este cel de-al șaptelea copil al lui Nigidius Saturnius, cavaler roman. La 13 ani, părinții îl logodesc cu Chrysilla Autronia, prin această alianță el putând pătrunde în familiile patriciene din Roma. După moartea tatălui său, se dedică șase ani studiului filosofiei. La 24 de ani se căsătorește cu Chrysilla. Într-o zi, o întâlnește pe Servilia, care era sclava soției sale. Pentru a-și înfrânge dragostea pentru Servilia, el pleacă într-o călătorie spre Orient. Întors la Roma, Axius asistă la moartea ei, ucisă de Chrysilla. Se sinucide, cu același pumnal cu care fusese omorâtă Servilia.
Următorul capitol, Maria, îl înfățișează pe Hans, născut în familia unui țăran cu mulți copii din Germania medievală. La vârsta de 13 ani, tatăl său îl duce la mânăstire pentru a deveni călugăr. Numele îi este schimbat în Adeodatus. Devine obsedat de imaginea unei icoane cu Fecioara Maria. După socotelile lui, se apropia sfârșitul lumii. Moare cu icoana în brațe.
În capitolul Yvonne, apare Gaston Duhem, doctor ateu. Când începe Revoluția Franceză, pleacă să-i cunoască pe revoluționari și este entuziasmat de ideile acestora. Revenit acasă, el refuză să îndeplinească vreo funcție oficială în noua conducere. Este acuzat de trădare și condamnat la moarte. Atunci o cunoaște pe Yvonne, de optsprezece ani, necăsătorită. Sunt executați împreună.
Capitolul Ileana aduce în atenție pe Toma Novac, fiul din cea de-a treia căsătorie a lui Petre Novac. Mama lui murise în timpul nașterii. După moartea tatălui său, Toma urmează o carieră universitară și moștenește Întreprinderile Novac. Se împrietenește cu Tudor Aleman și este atras de teoriile sale privind cele șapte vieți pământene ale sufletului. Într-o zi o vede pe stradă pe Ileana, împreună cu soțul ei. Începe o relație cu ea, dar soțul ei îi surprinde și îl împușcă. În capitolul Sfârșitul, Toma Novac, moare pe patul de spital, după ce retrăiește toate viețile sale anterioare.

## Structură
Adam și Eva cuprinde șapte nuvele-tip, având același motiv ideologic. Însă subiectul fiecăreia este dezvoltat în mod diferit, în contextul epocii istorice în care se desfășoară acțiunea. De la primul capitol până la sfârșit, dincolo de ficțiune, se desprind șapte povestiri de iubire, de natură realistă și psihologică, cu evocări de puternic impact local și istoric. Povestirile sunt independente, se pot citi în orice ordine, deoarece legăturile între realitate și fantezie sunt mecanice. Romanul are la bază o idee metafizică, dar tranzițiile între povestiri tind să devină monotone și previzibile, ceea ce scoate în evidență un realism pregnant. Toma Novac este un personaj real, la fel și doctorul Aleman și Ileana sau soțul ei; perechile în care Toma și Ileana se întrupează în diferite epoci reprezintă existențe individuale, fără nicio legătură cu ei doi. Procedeul de bază în acest roman rămâne realismul împins până la brutalitate și chiar cruzime sadică. Ideea este unică, iar variațiile ei apar ca neînsemnate, se schimbă numai decorul, civilizațiile și epocile în care se realizează căutarea infructuoasă a eternei perechi omenești.
Rebreanu s-a documentat intens, a consultat lexicoane. El a propus reflecții deghizate asupra timpului, experiența repetitivă creând iluzia nemișcării, o viață completă a sufletului pribegind în căutarea complementului presupune reîntoarcerea în planul divin.
Romanul cuprinde nouă capitole: Începutul, Navamalika, Isit, Hamma, Servilia, Maria, Yvonne, Ileana, Sfârșitul.

## Personaje
- Toma Novac, profesor de filosofie la Universitatea din București, fiul lui Petre Novac și al Floricăi
- Ileana, soția lui Ștefan Alexandrovici Poplinski, sufletul pereche al lui Toma Novac
- Tudor Aleman, profesor de filosofie, prieten cu Toma Novac
- Ștefan Alexandrovici Poplinski, refugiat rus, căsătorit cu Ileana
- Mahavira, păstor indian
- Navamalika, fecioară din India, aleasă pentru a îi fi soție regelui din India
- Unamonu, guvernator în Egipt, este primul copil al nomarhului Senusret din Abotu
- Isit, roabă egipteană, concubina faraonului Dafedra și mama celor trei copii ai săi
- Gungunum, fiul marelui nubanda Pidur-Libur, devine scrib în Babilon
- Hamma, fiica conducătorului Ahnuri din Eridu
- Axius, cel de-al șaptelea copil al lui Nigidius Saturnius, cavaler roman
- Servilia, sclavă romană
- Hans/Adeodatus, călugăr în Germania medievală
- Maria, întruchiparea icoanei Fecioarei Maria
- Gaston Duhem, medic ateu din timpul Revoluției Franceze
- Yvonne Collignon, tânără franceză

## Scriere și publicare
În martie 1908, Liviu Rebreanu a început un caiet de schițe, în care sunt multe portrete și episoade ce se vor încadra în istoria romanelor Adam și Eva și Răscoala. În toamna anului 1919, a lucrat la o variantă mai apropiată de viitorul roman Adam și Eva (Mirza), acțiunea începând în Transilvania. Tot atunci a descoperit și artificiul literar (metempsihoza).
Romanul a apărut în 1925. Potrivit celor scrise în Jurnalul lui Liviu Rebreanu, pretextul acestui roman a fost o scenă petrecută în septembrie 1918, la Iași. Atunci, într-o zi ploioasă, autorul a întâlnit o femeie misterioasă și a trăit acel sentiment de déjà-vu. Din privirea ei a înțeles că și ea simțea același lucru. S-au privit doar o clipă și apoi ea a dispărut pentru totdeauna. Pornind de la această întâmplare reală, Rebreanu a descoperit tema reîncarnării și a iubirii predestinate.
După cum însuși mărturisește, romanul Adam și Eva are rădăcini în perioada adolescenței sale și a primelor sentimente erotice. Visele și trăirile de atunci au constituit fundamentul celor șapte vieți sau al încarnărilor celor două suflete, care în planul divin formează unul singur.
Liviu Rebreanu a declarat în repetate rânduri că din toate operele sale, Adam și Eva este cartea lui cea mai dragă, numind-o „cartea iluziilor eterne”.

## Ideea centrală
Ideea metafizică a romanului apare oarecum de ordin cinematografic, întrucât prezintă o acțiune singulară derulată de-a lungul a mai multor epoci și civilizații, constituind principiul mobilității de la baza cinematografului. Există două planuri de viață: planul vieții spirituale și planul vieții materiale. Când un atom se rupe din planul vieții spirituale, cele două principii ce-l compuneau se diferențiază și se prăbușesc în planul material, sub forma femeii și a bărbatului, păstrând în toate transformările lor dorul unirii dinainte și nostalgia lumii spirituale. O singură viață nu ajunge însă acestei întâlniri, este nevoie de șapte vieți pentru a o realiza. La sfârșitul celei de-a șaptea vieți, sufletul trăiește în ultima clipă a vieții toate viețile anterioare, înainte ca, reintegrat în unitatea sa inițială, să-și reia viața în planul spiritual.
Fundamentul filosofic al romanului îl constituie tentativa de a acorda obsesiei erotice o dimensiune metafizică, de a descoperi în atracția corporală dintre bărbat și femeie o finalitate superioară, regăsirea unității primordiale, a perechii ideale.

## Asemănări cu alte opere
Motivul metempsihozei a fost utilizat și de Mihai Eminescu în nuvela Avatarii faraonului Tla. Aceeași temă se regăsește și în Sonetul CCV (51) al lui Vasile Voiculescu.
Există asemănări cu romanul Vagabondul stelelor, de  scriitorul american Jack London. În romanul lui London, Darrell Standing, profesor, este osândit la moarte și pus în cămașa de forță, dar pe măsură ce trupul își pierde puterile, se eliberează sufletul și Darrell retrăiește viețile sale din trecut.
A fost asemănat cu Le roman de la momie, de Théophile Gautier, Tragedia omului de Madách Imre, Legenda secolelor de Victor Hugo, Salammbô de Gustave Flaubert. 

## Aprecieri critice
Pompiliu Constantinescu aprecia că, deși nu reprezintă o nouă formă de roman, este dovada unui mare talent, ce a încercat să-și depășească limitele naturale care l-au consacrat, un roman valoros prin progresiva fluiditate a stilului și prin înnoirea limbii.
În lucrarea lui Felix Aderca, Jack London și Liviu Rebreanu (1927), acesta consideră fantasticul lui Rebreanu ca fiind alcătuit din detalii realiste, instinctuale. Ideologia spiritistă, ocultă în care a dorit să ancoreze cele șapte întâmplări ale aceleiași perechi de oameni este naivă. Totuși, cele șapte povestiri sunt nuvele de o calitate net superioară.
George Călinescu a reproșat acestei cărți o monotonie excesivă, lipsa fanteziei poetice, întrucât e previzibil că aceeași poveste se va repeta de șase ori cu nume schimbate. Îi recunoaște documentarea consistentă, sobrietatea și echilibrul narativ, precum și inovația.
Șerban Cioculescu a spus că prin Adam și Eva autorul realist a încercat să eludeze cotidianul și să se conceapă pe sine altfel decât este în realitate.
Potrivit lui Lucian Raicu, Adam și Eva reprezintă și o mitologie a genului epic și constructiv, o abreviere a întregii arte a lui Liviu Rebreanu. Fiecare nuvelă este un univers epic în sine, o narațiune impecabilă, reluând într-un stil mai concis tipul de dezvoltare epică din romanele lui Rebreanu.
Criticii relevă aspectul mitologic al romanului și nu aspectul mitic, deoarece mitul este împrumutat, nu creat. Adam și Eva evidențiază „modul intelectualist de abordare a unei teme romantice”, de aceea este numit „roman corintic”.
Mircea Eiade a declarat că a „fost sigur că dl. Rebreanu este într-adevăr un scriitor mare”, când, după ce a citit Pădurea spânzuraților, a citit și Adam și Eva.
Vladimir Streinu a considerat Adam și Eva o narațiune filosofică, „o metafizică a desăvârșirii morale prin iubire”, iar Tudor Vianu l-a numit roman „teosofic”, al cărui resort este „subconștientul, ca principiu metafizic, legând între ele cel șapte vieți ale unei reîncarnări succesive”.

## Traducere
În 2014 a fost tradus în limba cehă de Jiří Našinecla și a apărut la editura pragheză Havran.
Romanul a fost tradus în limba franceză de către Jean-Louis Courriol, la editura Cambourakis, în 2015 (Adam et Ève).
Hristo Boev a realizat traducerea romanului în limba bulgară.
În 2017 a fost tradus în limba italiană de către Davide Arrigoni, cu titlul Adamo ed Eva.